# Шалочь (река)
Шалочь — река в Устюженском районе Вологодской области России, левый приток Мологи (бассейн Волги).
Вытекает из озера Верхнее и течёт на юго-восток между болот Большой Мох и Семизерская Чисть, протекает озёра Карашье, Тресно, соединяется протокой с озером Нижнее. В среднем течении отклоняется к югу, протекает деревни Шалочь, Пожарки, Сысоево, Понизовье. У деревни Сысоево принимает левый приток Исток, вытекающий из озера Талец. В нижнем течении сворачивает на восток, после устья левого притока Исток (вытекает из озера Городенок на болоте Большие Мхи) перед деревней Зимник поворачивает на юг, пересекает автодорогу А114 и впадает в Мологу в 20 км от её устья. Длина реки составляет 56 км, площадь водосборного бассейна — 356 км².

## Данные водного реестра
По данным государственного водного реестра России относится к Верхневолжскому бассейновому округу, водохозяйственный участок реки — Молога от истока и до устья, речной подбассейн реки — Реки бассейна Рыбинского водохранилища. Речной бассейн реки — (Верхняя) Волга до Куйбышевского водохранилища (без бассейна Оки).
Код объекта в государственном водном реестре — 08010200112110000007259.